# Ha Yu
Ha Yu (spreek uit als [Haa Yuu]) (Kanton, 1946) (jiaxiang: Guangdong, Xinhui 廣東新會) is een acteur uit Hongkong. Ha Yu is zijn naam als acteur. Zijn originele naam is Wong Shing/黃成. In 1962 vluchtte hij naar Hongkong. In Hongkong nam hij lessen op de acteerschool Nam Kwok (南國實驗劇團訓練班) van de Shaw Brothers. In 1972 begon hij te werken voor TVB. Rond 1997 emigreerde hij naar Vancouver in Canada. Drie jaar later remigreerde hij weer terug naar Hongkong en ging hij weer acteren bij TVB.

## Filmografie vanaf 2001
- Beautiful Life (TVB) 美麗人生 (2001) als Lau Keung 劉力
- Hope For Sale 街市的童話 (2001) als Wong Yi-Chai 王二仔
- Armed Reaction 陀槍師姐III (2001) als Wai Ying-Hung 衛英雄
- Fight For Love 談談情·練練武 (2002) als Tsui Po 徐波
- Armed Reaction 陀槍師姐IV (2004) als Wai Ying-Hung 衛英雄
- Hard Fate 翡翠戀曲 (2004) als Mok Sai-Lung 莫世龍
- My Family (TVB) 甜孫爺爺 (2005) als Man Chiu-Kit 文超傑
- When Rules Turn Loose 識法代言人 (2005) als Shum Yat-On 沈逸安
- Under The Canopy Of Love 天幕下的戀人 (2006) als Ko Pak-Fai 高柏輝
- The Brink of Law 突圍行動 (2007) als Tong Tai-Hoi 唐大海
- Heart of Greed 溏心風暴 (2007) Tong Yan-Kai 唐仁佳
- Fathers and Sons 爸爸閉翳 (2007) als Ko Chi-Tim 高志添
- The Gentle Crackdown II 秀才愛上兵 (2008) als Tse Chong-Tin 謝蒼天
- Moonlight Resonance 溏心風暴之家好月圓 (2008) als Gum Chun-Cho 甘泰祖